# Oberer Markt (Neunkirchen)

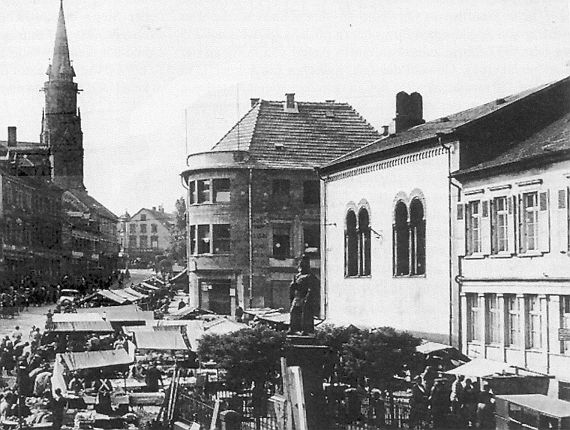
Markttag am Oberen Markt um 1910. Links der Turm der Oberen Kirche, rechts die Synagoge

Der Obere Markt in Neunkirchen (Saar) ist ein Platz in der Kreisstadt Neunkirchen und zugleich die dortige Straßenbezeichnung. Der Obere Markt war Mittelpunkt des Dorfes Neunkirchen, das 1922 Stadtrechte erhielt, und bewahrt als Platz vor dem Rathaus eine zentrale Funktion.

## Lage
Der Obere Markt liegt südlich und am oberen Ende der am Unteren Markt beginnenden Hüttenbergstraße. Die zweispurige Fahrbahn, die für den Verkehr geöffnet ist, erweitert sich nur wenig zum Platz und geht dann südlich in die Marktstraße über. Westlich der Straße liegt der heutige Synagogenplatz, der früher ein Teil des Oberen Marktes war.

## Geschichte
1281 wurde das Dorf Neunkirchen erstmals urkundlich erwähnt. Dessen Name lässt darauf schließen, dass es sich um eine „Neue Kirche“ entwickelte. Die neue Kirche, Vorgängerin der späteren Pauluskirche am Oberen Markt, wurde Namensgeber des Dorfes, das zur Grafschaft Saarbrücken gehörte. Graf Albrecht ließ zur Jagd in der waldreichen Gegend nach 1575 ein repräsentatives Renaissanceschloss errichten. Das Schloss am heutigen Synagogenplatz wurde 1752 zugunsten eines Neubaus an der heutigen Schloßstraße abgetragen; unweit davon stand ein repräsentatives Jägermeisterhaus. Auf dem Vorplatz des Schlosses wurden ab 1752 drei Märkte im Jahr abgehalten, die dem Platz seinen Namen gaben. Dieser Name wurde am 15. Mai 1879 erstmals urkundlich erwähnt, als Bürgermeister Franz Jongell die Namensschilder für die zu jener Zeit existierenden 49 Straßen und Plätze anbringen ließ. Von 1880 bis 1900 wurde der Obere Markt komplett erneuert. Aus den vorher dort stehenden Bauernhäusern wurden Geschäftshäuser. Der Platz selbst wurde als Standort für Jahr-, Wochen- und Viehmärkte genutzt. Bis 1907 wurde dort auch die Kirmes abgehalten. Seit 1907 befuhr die Straßenbahn Neunkirchen die Strecke über den Oberen Markt. Auf dem Oberen Markt werden schon lange keine Märkte mehr abgehalten, denen Platz und Straße ihren Namen verdanken, sondern das Marktgeschehen ist auf einen Marktplatz der Stadt östlich des Oberen Marktes verlagert. Dort wurde im Haus Nummer 26 in der Max-Braun-Straße Erich Honecker geboren.
Nach der Saarabstimmung 1935, als das Saargebiet wieder zum Deutschen Reich gehörte, wurde der Platz zum Platz der Deutschen Front umbenannt, die vor dem Hintergrund der NS-Propaganda an die Deutsche Front, die nationale Massenbewegung im Saargebiet erinnern sollte, die den Abstimmungskampf gegen die Vertreter der Einheitsfront führte. Im Zweiten Weltkrieg wurden die Gebäude am Platz durch Luftangriffe beschädigt. Die ehemalige Protestantische Friedenskirche, meist „Obere Kirche“ genannt, wurde auf dem früheren Platz des Jägermeisterhauses als Pauluskirche neu errichtet, die Synagoge, das Kaiser-Wilhelm-Denkmal und der Karcher-Tierbrunnen überstanden den Krieg und Wiederaufbau nicht. Nach dem Krieg wurde der Platz wieder umbenannt.
1994 wurde ein Teil des Oberen Marktes in Synagogenplatz umbenannt, um an die 1938 zerstörte Synagoge zu erinnern.

## Sehenswürdigkeiten

### Ehemalige Sehenswürdigkeiten
- Renaissanceschloss: Das in der zweiten Hälfte des 16. Jahrhunderts errichtete Schloss diente den Grafen und ab 1728 Fürsten von Nassau-Saarbrücken als Jagdschloss und wurde 1752 abgetragen. Erhalten sind geringe Reste des Kellergewölbes, des Süd-West-Eckturms sowie der Wasserleitung, die unter Denkmalschutz stehen.
- Jägermeisterhaus, am Ende des Zweiten Weltkrieges zerstört und nicht wieder aufgebaut.
- Synagoge (Neunkirchen, Saar): Die Synagoge bestand von 1865 bis zur Reichspogromnacht 1938. Heute erinnert die Benennung eines Teils des Oberen Marktes sowie eine Gedenktafel an die jüdische Einrichtung.
- Evangelische Pauluskirche Neunkirchen: Die heute in der Schloßstraße gelegene Kirche existierte von 1869 bis 1945 und wurde während des Zweiten Weltkriegs fast komplett zerstört. An die alte Kirche erinnert eine Silhouette am „Haus mit dem Glockenspiel“.
- Kaiser-Wilhelm-Denkmal: Das Denkmal von Ferdinand von Miller zu Ehren des ersten Deutschen Kaisers Wilhelm I. wurde 1907 eingeweiht und stand knapp 40 Jahre vor dem Burgkeller. Während des Zweiten Weltkriegs wurde es vermutlich eingeschmolzen.

### Heutige Sehenswürdigkeiten
- Karcher Tierbrunnen: 1905 stiftete der Rittmeister Paul Karcher einen Tierbrunnen. Die Pferdetränke stand zunächst an der Ecke Oberer Markt/Kriershof, bis er 1936 umgewidmet wurde und 1942 zur kriegsbedingten Einschmelzung verwendet werden sollte. Er landete jedoch bei einem Offenbacher Schrotthändler. Am 20. Juni 2005 wurde am Oberen Markt, etwa 200 Meter vom alten Standort, eine Replik des „Karcher Tierbrunnens“ aufgestellt.[2]
- Rathaus Neunkirchen: Das Rathaus der Stadt wurde 1961 bis 1962 errichtet und wurde vom Architekten Rudolf Schröder entworfen. das neungeschossige Gebäude mit viergeschossigem Anbau und zweigeschossigem Vorbau ist 64 Meter lang, 19 Meter breit und 35 Meter hoch.